# سوگندداران
سوگندداران (انگلیسی: Oath Keepers) یک گروه شبه‌نظامی راست تندرو با منش ضددولتی در ایالات متحده آمریکاست.